# یوردی کلاسی
یوردی کلاسی (هلندی: Jordy Clasie؛ زاده ۲۷ ژوئن ۱۹۹۱) بازیکن فوتبال اهل هلند است.

## باشگاهی
از باشگاه‌هایی که در آن بازی کرده‌است می‌توان به فاینورد، ساوت‌همپتون، کلوب بروخه و آزد آلکمار اشاره کرد.

## تیم ملی
وی همچنین در تیم ملی فوتبال هلند بازی کرده‌است.